# Hayme Hatun
Hayme Hatun (turco ottomano: حائمہ خاتون, "amata"; nota anche come Hayme Ana o Devlet Ana; 1176 – Domaniç, 1267) è stata una nobildonna ottomana, secondo la tradizione madre di Ertuğrul e nonna del primo sultano ottomano, Osman I.

## Nome
Chiamata Hayme Hatun, è nota anche come Hayme Ana, ovvero "madre Hayme", e Devlet Ana, ovvero "madre dello stato". 
Altre ortografie del suo nome includono Hayma Hatun, Haymana, Ayva Ana e Ayvana.

## Biografia

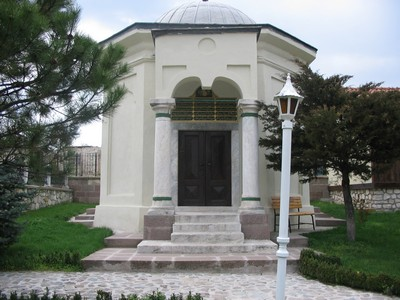
Il mausoleo di Hayma, restaurato nel XIX secolo

Era una nobildonna turkmena appartenente alla tribù Dodurga. 
Sposò Gündüz Alp, della tribù Kayi, discendenti degli Oghuz, a cui diede quattro figli:
- Gündoğdu Bey (nato nel 1196). Generale di Ertuğrul, combatté con lui e col sultano selgiuchide Alaaddin Kayqubad I nella battaglia di Yassıçemen, venendo poi onorato con un hilat, un'armatura cerimoniale offerta ai generali vittoriosi.
- Sungurtekin Bey (nato nel 1197). S'infiltrò come spia nell'esercito di Ögedai Khan per conto dei selgiuchidi, ma le fonti divergono sul suo destino: secondo alcuni fu scoperto e ucciso, secondo altri riuscì a tornare alla sua tribù.
- Ertuğrul Bey (morto nel 1281 ca.). Era il padre di Osman I, fondatore dell'Impero ottomano e capostipite della Casa di Osman;
- Dündar Bey (morto nel 1281/1282 ca.). Dopo la morte di Ertuğrul nel 1281, si oppose alla successione di suo figlio Osman, reclamandola per sé, ma venne sconfitto dal nipote e da lui decapitato. Secondo un'altra versione, venne ucciso da Osman con una freccia quando Dündar ne criticò i progetti di espansione militari, che giudicava incauti e pericolosi per la tribù.

Dopo la morte di suo marito, la tribù Kayi si scisse a causa di un dissidio fra i figli di Hayme: Gündoğdu e Sungurtekin guidarono quindi i loro sostenitori in Asia centrale, mentre Ertuğrul e Dündar presero possesso del beylik di Söğüt coi loro, creando il primo nucleo di quello che sarebbe divenuto l'Impero ottomano. Hayme Hatun seguì i figli minori a Sügüt e morì nel 1267 a Domaniç, un villaggio poco distante. Venne sepolta in un mausoleo nel vicino villaggio di Çarşamba. Nel 1882, il sultano Abdulhamid II, discendente di Osman I, si occupò di farne restaurare il monumento.

## Controversia sull'identità di suo marito
L'identità di suo marito è oggetto di ampi dibattiti fra gli storici, essendo indicata sia come Süleyman Şah che come Gündüz Alp. La maggioranza degli storici crede che Gündüz Alp sia effettivamente l'identità corretta, mentre "Süleyman Şah" sarebbe da identificare piuttosto in Süleyman bin Qutulmish, sultano selgiuchide di Rum, la cui inclusione nella genealogia osmanita sarebbe frutto di un tentativo di collegare gli ottomani ai selgiuchidi in qualità di legittimi eredi, esattamente come la pretesa di discendenza dalla tribù Kayi degli Oghuz, i quali fanno a loro volta risalire la loro ascendenza al biblico Noè. 

## Cultura popolare
- Nella serie TV turca Diriliş: Ertuğrul (2014), è interpretata dall'attrice Hülya Darcan.